# Luise Henriette von Oranien

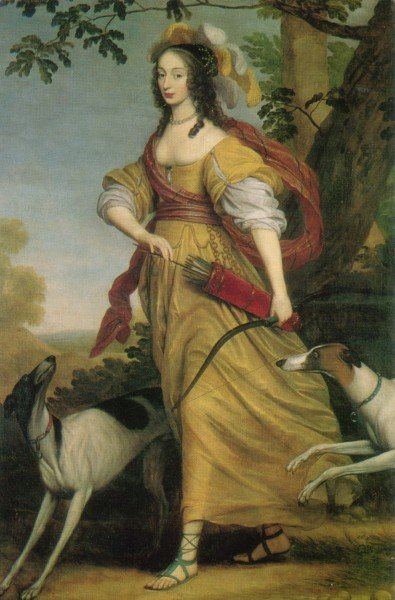
Prinzessin Luise Henriette von Oranien-Nassau, spätere Kurfürstin von Brandenburg (Ölgemälde von Willem van Honthorst; 1643; heute Centraal Museum Utrecht).
Luise Henriettes Unterschrift:

Luise (auch Louise) Henriette von Oranien-Nassau (* 27. Novemberjul. / 7. Dezember 1627greg. in Den Haag; † 8. Junijul. / 18. Juni 1667greg. in Cölln, in zeitgenössischen Dokumenten werden die Daten mit 26. November und 8. Juni noch im Julianischen Kalender angegeben) war Kurfürstin von Brandenburg und die erste Ehefrau des Großen Kurfürsten Friedrich Wilhelm von Brandenburg.

## Leben

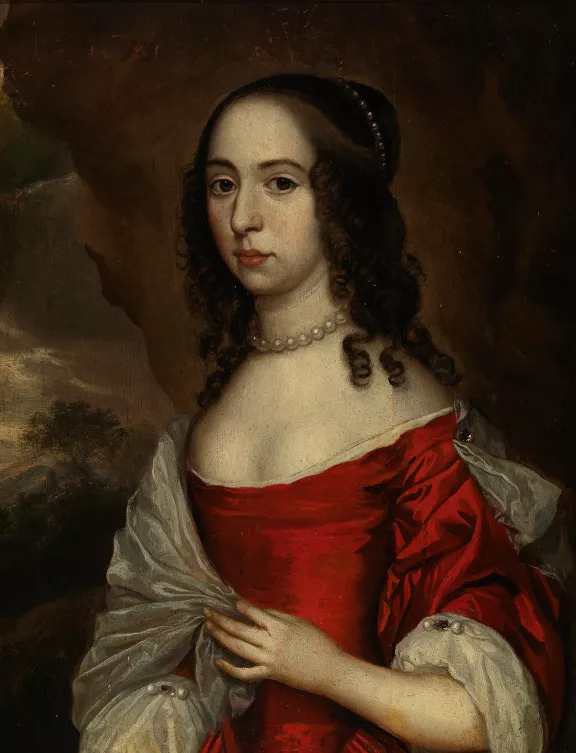
Prinzessin Luise Henriette von Oranien

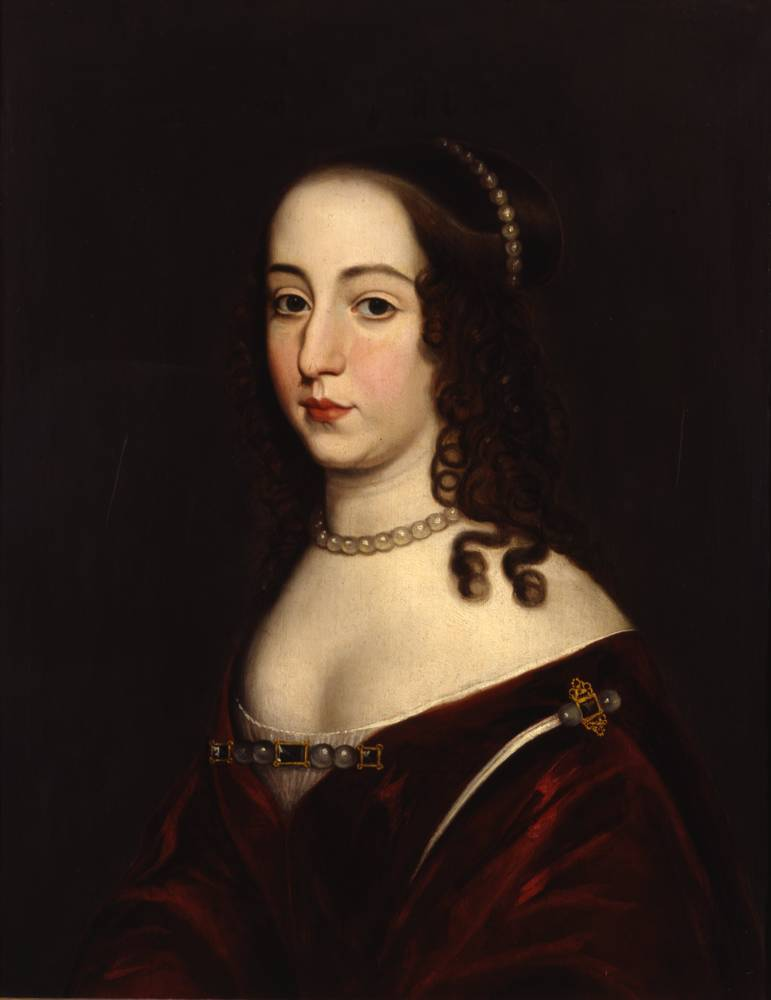
Kurfürstin Luise Henriette von Brandenburg um 1651. Gemalt vom niederländischen Maler van Honthorst..

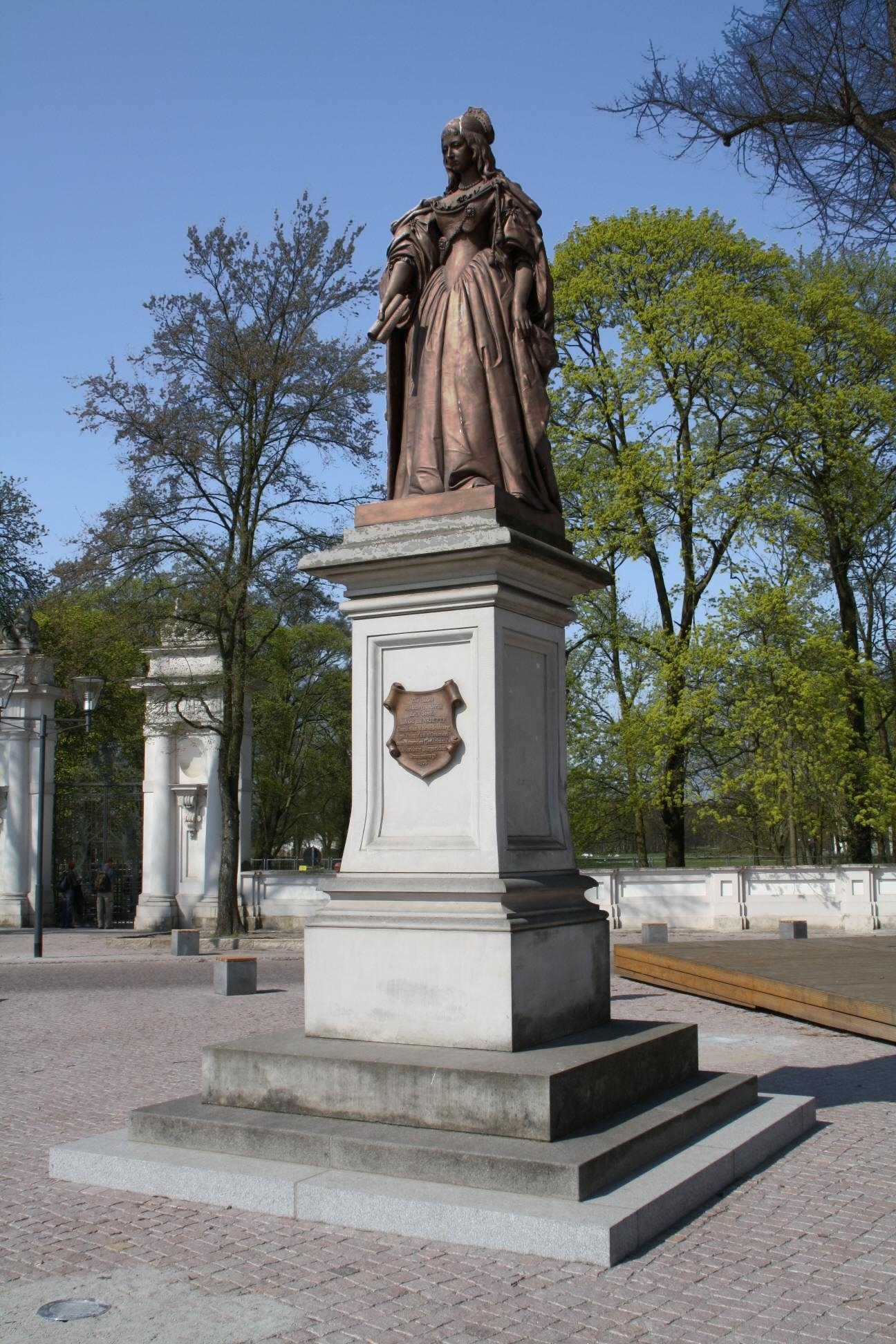
Denkmal in Oranienburg

Luise Henriette, geborene Prinzessin von Oranien-Nassau, war die älteste Tochter des Prinzen und Statthalters der Niederlande Friedrich Heinrich von Oranien und dessen Ehefrau Amalie zu Solms-Braunfels, die als Hofdame von Elisabeth Stuart ihrer Fürstin ins niederländische Exil gefolgt war.
Mit 19 Jahren heiratete Luise Henriette den Kurfürsten Friedrich Wilhelm von Brandenburg, der später als der „Große Kurfürst“ bekannt wurde. Friedrich Wilhelm hatte die Heimat Luise Henriettes als Kurprinz während eines langjährigen Aufenthaltes kennengelernt und wusste um die herausragende Stellung der Oranier, der reichsten und politisch führenden Familie in den wohlhabenden und fortschrittlichen Niederlanden. Mit der Verbindung erhoffte er sich, das politische Ringen um Pommern zu seinen Gunsten entscheiden zu können.
In den knapp 21 Jahren, in denen Luise Henriette Kurfürstin von Brandenburg war, unternahm sie zahlreiche Reisen zwischen Den Haag, Königsberg, Berlin und Kleve, folgte ihrem Mann auf den Feldzügen der Nordischen Kriege nach Warschau und bis nach Jütland in Dänemark. Sie begleitete ihn auch zur Jagd und auf langen Ausritten durch ihre brandenburgischen Besitzungen. Luise Henriette erlitt mehrere Fehlgeburten und gebar sechs Kinder, von denen aber nur drei Söhne die Mutter überlebten: Kurprinz Karl Emil (1655–1674), Friedrich und Ludwig (1666–1687). Nur ein einziges ihrer Kinder konnte seinen Vater überleben und beerben: Friedrich, der spätere erste König in Preußen.
Luise Henriette war ihrem Mann „eine pragmatisch denkende und handelnde politische Beraterin. Mit großem Engagement setzte sie sich für die Aussöhnung mit Polen ein und beeinflusste durch ihren Briefwechsel mit der polnischen Königin Luisa Maria Gonzaga den Koalitionswechsel Brandenburgs im Nordischen Krieg zugunsten Polens und damit die Anerkennung der Souveränität der Kurfürsten von Brandenburg über das Herzogtum Preußen. Wenigen Fürstinnen ist soviel Einflussnahme gestattet worden.“
1650 schenkte Friedrich Wilhelm seiner Gemahlin ein Vorwerk am Spreeufer jenseits Berlins, das Gelände des späteren Schlosses Monbijou. Hier ließ sie mit großem Engagement ein Mustergut mit Landwirtschaft und Milchwirtschaft nach holländischem Vorbild einrichten und zog als Zierpflanzen und Kuriositäten die ersten Kartoffeln in der Mark Brandenburg. Gleichzeitig schenkte er ihr das Amt Bötzow nördlich von Berlin. Dort ließ Luise Henriette an die Stelle einer einstigen askanischen Burg, die der spätere hohenzollernsche Kurfürst Joachim II. „Hektor“ zum Jagdschloss umfunktionierte, durch den Architekten Johann Gregor Memhardt ein neues Schloss im holländischen Stil errichten und gab ihm 1652 den Namen Schloss Oranienburg. Kurz darauf schloss sich ganz Bötzow der neuen Namensgebung an und nannte sich fortan Oranienburg. Auch das Amt wurde in Amt Oranienburg umbenannt.
Im Jahr 1663 ließ Luise Henriette in Oranienburg das erste europäische Porzellankabinett einrichten. Sie orientierte sich dabei an der Gepflogenheit ihrer niederländischen Heimat, Kaminmäntel mit Porzellanen zu schmücken. Zwei Jahre später erfüllte sie ebendort ihr Gelübde, für die erfolgreiche Geburt ihres Sohnes Karl Emil ein Waisenhaus zu stiften, das Platz für 24 Kinder bot. Die Statuten dazu erarbeitete sie selbst und stattete das Haus mit Schenkungen aus, die eine gute Versorgung der Zöglinge garantierten.

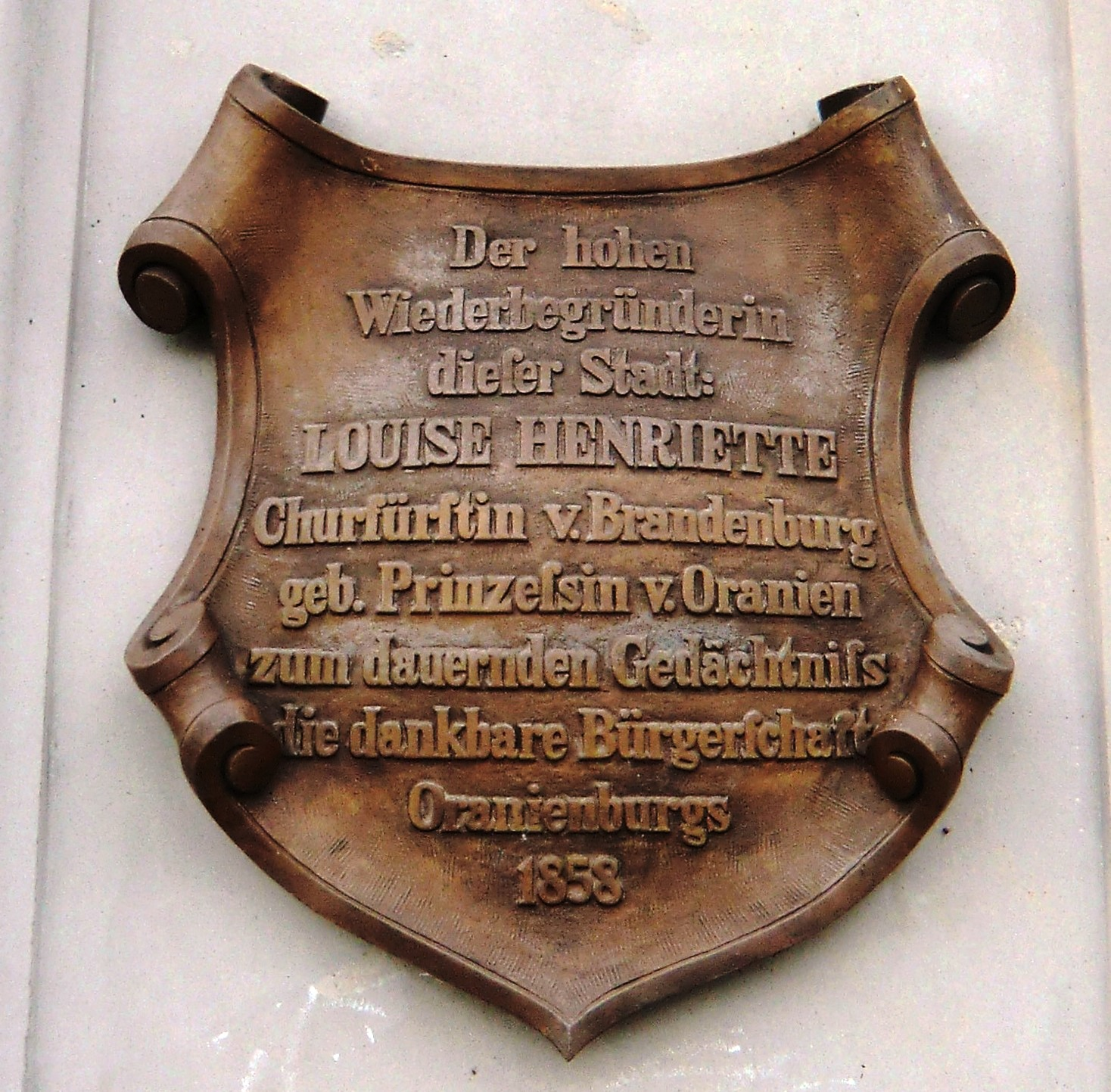
Dankschrift der Bürger Oranienburgs auf dem Denkmal der Kurfürstin

Gegen 1650 ließ der Große Kurfürst den Westflügel der Klausur im Kloster Lehnin verlängern und zum Jagdschloss erweitern. Das führte zu einem bescheidenen höfischen Leben in dem ehemaligen Zisterzienserkloster in der Zauche, zumal Luise Henriette das Jagdschloss Lehnin zunehmend zu ihrer bevorzugten Sommerresidenz machte. Am 9. Mai 1667 nahm die kurfürstliche Familie hier von der schwer an Schwindsucht (Tbc) erkrankten Luise Henriette Abschied. Wenige Wochen später starb sie in Berlin-Cölln.
Die Kurfürstin ist in der Gruft des Berliner Doms bestattet. Ihr Name lebt bis heute im kirchlichen Luise-Henrietten-Stift auf dem Klostergelände Lehnin fort.

## Nachkommen
- Wilhelm Heinrich (* 21. Mai 1648; † 24. Oktober 1649)
- Karl Emil, Kurprinz von Brandenburg (* 16. Februar 1655; † 7. Dezember 1674)
- Friedrich III./I., Kurfürst von Brandenburg, König in Preußen (* 11. Juli 1657; † 25. Februar 1713)
- Amalia (* 19. November 1664; † 1. Februar 1665)
- Heinrich (* 19. November 1664; † 26. November 1664)
- Ludwig, Prinz von Brandenburg (* 8. Juli 1666; † 8. April 1687)

## Nachwelt
Seit dem 18. Juni 1858, ihrem 191. Todestag, steht ein Denkmal für Luise Henriette auf dem Schlossplatz Oranienburg. Der Bildhauer war Friedrich Wilhelm Wolff (1816–1887) aus Fehrbellin. Auch auf dem Henriettenplatz in Berlin-Wilmersdorf (Halensee) am Kurfürstendamm, der nach ihr benannt wurde, befindet sich ein Denkmal. Die Stele war ein Geschenk von verschiedenen niederländischen Unternehmen zum 750. Geburtstag Berlins. Zudem gibt es seit dem Jahr 1988 im Park von Schloss Glienicke eine Schmuckwand mit ihrem Porträt. Das Original dieser Abbildung, die im Jahr 1647 angefertigt wurde, befindet sich heute im Haus Doorn, dem Exil des ehemaligen deutschen Kaisers Wilhelm II. Das Luise-Henriette-Gymnasium und die Luise-Henriette-Straße in Berlin-Tempelhof wurden ebenfalls nach der Kurfürstin benannt.
Richard George schrieb 1899 Zeit über Luise Henriette und ihre Ehe:

„Eine Frau von innerer Frömmigkeit, wahrer Herzensgüte, echt weiblicher Sanftmut und scharfem Verstande. Ihr Rat war dem Kurfürsten bald unentbehrlich in allen Regierungsangelegenheiten, und die überaus glückliche Ehe des kurfürstlichen Paares wurde ein Vorbild für das ganze Land. Unermüdlich wirkte Luise Henriette überall, wo es galt, die Not zu lindern und die Wunden zu heilen, die der Krieg dem Lande geschlagen. In besonderem Maße ist ihre Thätigkeit dem Städtchen Bötzow zu gute gekommen, das ihr zu Ehren den Namen Oranienburg erhielt und in dem das Andenken Luise Henriettes bis auf den heutigen Tag als ein gesegnetes fortlebt.“

In der von der Deutschen Bundespost herausgegebenen Dauermarkenserie Frauen der deutschen Geschichte zierte Luise Henriette ab dem 13. Oktober 1994 bis zum 16. Januar 2003 das Bild der 100-Pfennig-Briefmarke.